# 藤沢則雄
藤沢 則雄（ふじさわ のりお、1954年8月19日 - ）は、日本中央競馬会 (JRA) の栗東トレーニングセンターに所属していた元調教師。政治家（北海道議会議員）で馬主の藤沢澄雄は親戚。
戸籍上の表記は藤澤 則雄だが、JRAでは旧字体等での登録が認められていない為、新字体に修正して登録している。
2022年2月までは美浦トレーニングセンターに同姓の藤沢和雄調教師が在籍していたことから、文字数制限のある競馬新聞やスポーツ新聞では「藤沢則」と表記されていた。なお、両者には血縁関係は無い。

## 略歴
1969年、栗東・島崎宏厩舎の厩務員となる。同年11月から調教師免許を取得する1998年まで同厩舎にて調教助手をしていた。1999年に厩舎開業。同年3月6日の初出走は阪神競馬第2競走でシアトルマッシュの10着。同年4月4日、中京競馬第1競走のシーパッションが1着となりのべ7頭目で初勝利。
2004年10月10日、京都大賞典をナリタセンチュリーで1着となり、重賞初制覇。
2005年8月27日、小倉5Rをスズカエルムスが勝利し、JRA通算100勝を達成。 
2011年11月6日、京都2Rで、スズカヘリオスが１着となり、現役116人目となるJRA通算200勝を達成した。 
2024年6月23日、函館8Rで、グランドエスケープを出走させ勝利。初出走から5238戦目で、現役69人目となるJRA通算300勝を達成した。
2025年3月4日付けで70歳定年に伴い、調教師を引退した。

## 調教師成績
|                | 日付           | 競馬場・開催  | 競走名     | 馬名               | 頭数 | 人気 | 着順 |
| -------------- | -------------- | ------------- | ---------- | ------------------ | ---- | ---- | ---- |
| 初出走         | 1999年3月6日   | 1回阪神3日2R  | 4歳未勝利  | シアトルマッシュ   | 10頭 | 10   | 10着 |
| 初勝利         | 1999年4月4日   | 2回中京4日1R  | 4歳未勝利  | シーパッション     | 11頭 | 1    | 1着  |
| 重賞・GI初出走 | 1999年4月11日  | 2回阪神6日11R | 桜花賞     | アドマイヤゴールド | 18頭 | 17   | 11着 |
| 重賞初勝利     | 2004年10月10日 | 4回京都2日11R | 京都大賞典 | ナリタセンチュリー | 10頭 | 5    | 1着  |

### おもな管理馬
- トシヴォイス[注釈 1]
- ナリタセンチュリー（2004年京都大賞典、2005年京都記念）
- チアズシャイニング（2005年中山グランドジャンプ2着）
- ランヘランバ（2010年小倉サマージャンプ、京都ジャンプステークス）
- シルクフォーチュン（2011年プロキオンステークス、2012年根岸ステークス、カペラステークス）
- オーミアリス（2014年小倉2歳ステークス）

## おもな厩舎所属者
- 田島裕和 ‐ 元所属騎手・現調教助手